# Trije dnevi Drekca Pekca in Pukca Smukca
Trije dnevi Drekca pekca in Pukca smukca je prva izmed petih knjig Dima Zupana, ki govorijo o dogodivščinah naslovnih junakov.

## Interpretacija besedila
Mestni otroci se zbirajo na Becirku. Tam fantje igrajo nogomet, dekleta se igrajo svoje igre. Pri njihovi igri pa sta edina tema točka debeli Tona in maneken Jože, ki živita v stari hiši na robu Becirka in ne preneseta hrupa otrok. Poleg Becirka se nahaja tudi mežnarjev vrt, ki so ga otroci poimenovali Naš vrt. Tja so se na skrivaj hodili sladkati s sadjem in zelenjavo, ki jo vzgojil mežnar. Največkrat sta ga seveda obiskala Pukec Smukec in Drekec Pekec.
Drekec Pekec in Pukec Smukec pa vseeno nista delala le »traparij«. Zelo rada sta zahajala na Dolgi travnik, ki je bil v lasti njunega Prijatelja. Pomagala sta mu pri spravilu sena, še raje pa sta ga poslušala, ko jima je s pipo v ustih razlagal o skrivnostih življenja.

## Mladinska dela Dima Zupana
- Osica Maja
- Onkraj srebrne mavrice
- Trnovska mafija
- Trnovska mafija drugič
- Najboljša flinta je dobra finta
- Maja že ve
- Hektor in ribja usoda
- Tolovajevo leto
- Deklica za ogledalom
- Tri noči Drekca Pekca in Pukca Smukca
- Tri skrivnosti Drekca Pekca in Pukca Smukca
- Tri zvezdice Drekca Pekca in Pukca Smukca
- Tri spoznanja Drekca Pekca in Pukca Smukca